# بنجامين ميلز
بنجامين ميلز (بالإنجليزية: Benjamin Mills)‏ هو قاضي ومحامي وسياسي أمريكي، ولد في 12 يناير 1779 في مقاطعة ورسستر في الولايات المتحدة، وتوفي في 6 ديسمبر 1831 في فرانكفورت في الولايات المتحدة بسبب سكتة.